# Zbójnickie Korycisko

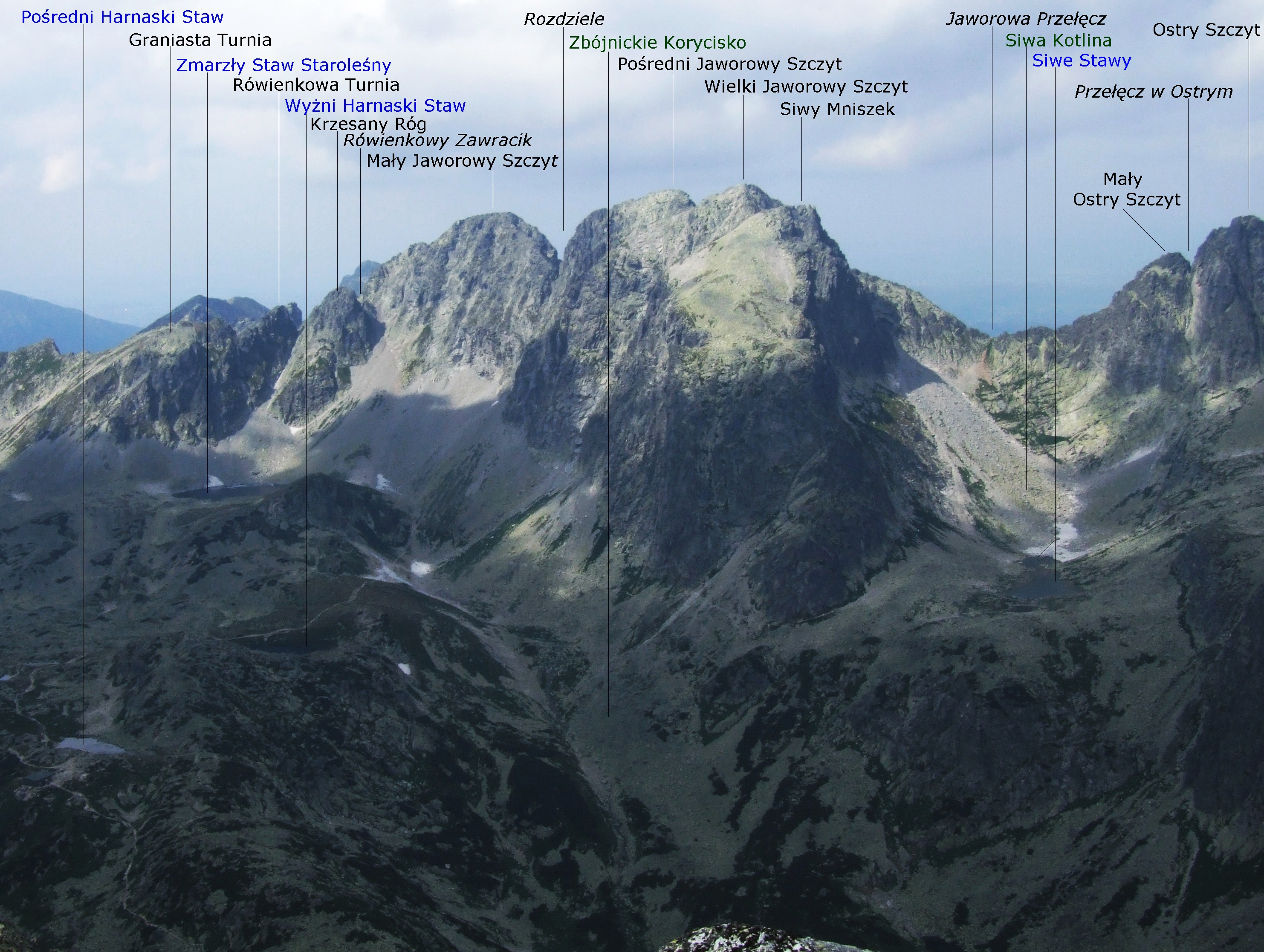
Widok ze Sławkowskiego Szczytu

Zbójnickie Korycisko (słow. Zbojnícky spád) – położona na wysokości ok. 1650–2050 m kotlina stanowiąca przedłużenie głównego ciągu Doliny Staroleśnej w słowackich Tatrach Wysokich. Ma długość prawie 2 km. Opada spod przełęczy Zawracik Rówienkowy pod ścianami Siwej Grani w południowo-wschodnim kierunku do Wyżniego Staroleśnego Ogrodu. Dnem spływa Siwa Woda, będąca jednym z dopływów Staroleśnego Potoku.
W poprzek Zbójnickiego Koryciska prowadzi szlak turystyczny.

## Szlaki turystyczne
– żółty jednokierunkowy szlak prowadzący ze Schroniska Téryego przez przełęcz Czerwona Ławka do Schroniska Zbójnickiego.
- Czas przejścia ze Schroniska Téryego na przełęcz: 1:30 h
- Czas przejścia z przełęczy do Schroniska Zbójnickiego: 1:45 h